# Страдбалли (Уотерфорд)
Страдбалли (англ. Stradbally; ирл. An tSráidbhaile) — деревня в Ирландии, находится в графстве Уотерфорд (провинция Манстер).

## Демография
Население — 391 человек (по переписи 2006 года). В 2002 году население составляло 298 человек.
Данные переписи 2006 года:
| Общие демографические показатели |               |                               |                               |      |      |
| Всё население                    | Всё население | Изменения населения 2002—2006 | Изменения населения 2002—2006 | 2006 | 2006 |
| 2002                             | 2006          | чел.                          | %                             | муж. | жен. |
| 298                              | 391           | 93                            | 31,2                          | 177  | 214  |